# 地獄 (加利福尼亞州)
地獄（英語：Helltown），或稱地獄鎮、赫爾敦，原名布特溪和山鎮，是一个在布特郡的非建制地區，它位于天堂西北偏北的6.4公里，海拔266米。